# Kajtanów
Kajtanów – część wsi Miąsowa położona w Polsce, w województwie świętokrzyskim, w powiecie jędrzejowskim, w gminie Sobków.
W latach 1975–1998 Kajtanów administracyjnie należał do województwa kieleckiego.